# NHKバーチャル文化祭
『NHKバーチャル文化祭』（エヌエイチケイバーチャルこうはくうたがっせん）は、2020年（令和2年）8月14日にNHK総合テレビジョンで放送された音楽特別番組。

## 出場歌手
は特別企画。
| 1 | 富士葵                                      | 紅蓮華           |
| 2 | アイドル部、SAM・ETSU・CHIHARU from TRF     | EZ DO DANCE      |
| バーチャルスーパーホッケーに挑戦 （進行 - 八重沢なとり、夏色まつり、緑仙、武井壮、ジョー・力一） 1. 八重沢なとり vs 夏色まつり 2. 緑仙 vs 八重沢なとり 3. 八重沢なとり vs 夏色まつり |                                             |                  |
| 3 | ときのそら、夏色まつり、星街すいせい        | シンクロニシティ |
| バーチャルNHKに昼かきた （進行 -ときのそら、さだまさし） 1. 台湾料理滷肉飯 |                                             |                  |
| 4 | 緑仙、ジョー・力一 、ベルモンド・バンデラス | さよならエレジー |
| みんなでバーチャル体操 （進行 -アンガールズ） |                                             |                  |
| 5 | 電脳少女シロ                                | 白日             |
| バーチャルスーパーホッケーに挑戦 （進行 - 八重沢なとり、夏色まつり、緑仙、武井壮、ジョー・力一） 1. 八重沢なとり vs 武井壮                                                           |                                             |                  |
| 6 | Kizuna AI、さだまさし                       | 秋桜             |
| 7 | 皆さん                                      | progress         |

## 司会者
- 小田切千